# 万山区
万山区（ばんざん-く）は中華人民共和国貴州省銅仁市に位置する市轄区。

## 行政区画
下部に4街道、1鎮、6民族郷を管轄する。
- 街道
  - 丹都街道、謝橋街道、茶店街道、仁山街道
- 鎮
  - 万山鎮
- 民族郷
  - 高楼坪トン族郷、黄道トン族郷、敖寨トン族郷、下渓トン族郷、魚塘トン族ミャオ族郷、大坪トン族トゥチャ族ミャオ族郷

## 交通

### 鉄道
- 中国鉄路総公司
  - 銅玉線
    - 朱砂古鎮駅

### 道路
- 高速道路
  - S15 松従高速道路